# Serge Payer
Pour les articles homonymes, voir Payer.
Serge Payer (né le 9 mai 1979 à Rockland, Ontario au Canada) est un joueur professionnel de hockey sur glace.

## Carrière de joueur
Il signa son premier contrat professionnel alors qu'il évoluait au niveau junior avec les Rangers de Kitchener dans la Ligue de hockey de l'Ontario en 1997 avec les Panthers de la Floride. Il joua trois saisons de plus avec les Rangers avant de rejoindre l'organisation de la Floride. Lors de la 2001-2002, les blessures étaient au rendez-vous, il ne joua que 20 parties avec les Grizzlies de l'Utah.
Après la saison 2002-2003, il fut échangé aux Sénateurs d'Ottawa. Il y joua une saison avant de rejoindre à nouveau les Panthers pour la saison 2004-2005. Il ne joua cependant que trois parties cette saison-là. L'année suivante fut sa première saison complète avec une équipe de la LNH. Il rejoint à nouveau les Sénateurs pour la saison 2006-2007 avant de signer avec le Wild du Minnesota un an plus tard. En 2008, il signe aux Krefeld Pinguine en DEL.
Il dispute deux saisons en Allemagne puis, après une saison dans la GET ligaen avec le Vålerenga ishockey, il annonce son retrait de la compétition. Payer devient par la suite agent de joueur pour la compagnie Unlimited Sports Management.

## Statistiques
| Saison     | Équipe                 | Ligue      |     | Saison régulière | Saison régulière | Saison régulière | Saison régulière | Saison régulière |   | Séries éliminatoires | Séries éliminatoires | Séries éliminatoires | Séries éliminatoires | Séries éliminatoires |
| Saison     | Équipe                 | Ligue      | PJ  | B                | A                | Pts              | Pun              | PJ               | B | A                    | Pts                  | Pun                  |                      |                      |
| 1994-1995  | Colts de Cumberland    | ODMHA      | 42  | 37               | 46               | 83               | 55               | -                | - | -                    | -                    | -                    |                      |                      |
| 1995-1996  | Rangers de Kitchener   | LHO        | 66  | 8                | 16               | 24               | 18               | 12               | 0 | 2                    | 2                    | 2                    |                      |                      |
| 1996-1997  | Rangers de Kitchener   | LHO        | 63  | 7                | 16               | 23               | 27               | 13               | 1 | 3                    | 4                    | 2                    |                      |                      |
| 1997-1998  | Rangers de Kitchener   | LHO        | 44  | 20               | 21               | 41               | 51               | 6                | 3 | 0                    | 3                    | 7                    |                      |                      |
| 1998-1999  | Rangers de Kitchener   | LHO        | 40  | 18               | 19               | 37               | 22               | -                | - | -                    | -                    | -                    |                      |                      |
| 1999-2000  | Rangers de Kitchener   | LHO        | 44  | 10               | 26               | 36               | 53               | 5                | 0 | 3                    | 3                    | 6                    |                      |                      |
| 2000-2001  | Panthers de Louisville | LAH        | 32  | 6                | 6                | 12               | 15               | -                | - | -                    | -                    | -                    |                      |                      |
| 2000-2001  | Panthers de la Floride | LNH        | 43  | 5                | 1                | 6                | 21               | -                | - | -                    | -                    | -                    |                      |                      |
| 2001-2002  | Grizzlies de l'Utah    | LAH        | 20  | 6                | 2                | 8                | 9                | -                | - | -                    | -                    | -                    |                      |                      |
| 2002-2003  | Rampage de San Antonio | LAH        | 78  | 10               | 31               | 41               | 30               | 1                | 0 | 0                    | 0                    | 2                    |                      |                      |
| 2003-2004  | Senators de Binghamton | LAH        | 67  | 14               | 20               | 34               | 91               | 2                | 0 | 0                    | 0                    | 0                    |                      |                      |
| 2003-2004  | Sénateurs d'Ottawa     | LNH        | 5   | 0                | 1                | 1                | 2                | -                | - | -                    | -                    | -                    |                      |                      |
| 2004-2005  | Rampage de San Antonio | LAH        | 3   | 1                | 1                | 2                | 4                | -                | - | -                    | -                    | -                    |                      |                      |
| 2005-2006  | Panthers de la Floride | LNH        | 71  | 2                | 4                | 6                | 29               | -                | - | -                    | -                    | -                    |                      |                      |
| 2006-2007  | Senators de Binghamton | LAH        | 43  | 6                | 12               | 18               | 31               | -                | - | -                    | -                    | -                    |                      |                      |
| 2006-2007  | Sénateurs d'Ottawa     | LNH        | 5   | 0                | 0                | 0                | 0                | -                | - | -                    | -                    | -                    |                      |                      |
| 2007-2008  | Aeros de Houston       | LAH        | 66  | 11               | 20               | 31               | 57               | 5                | 0 | 1                    | 1                    | 4                    |                      |                      |
| 2008-2009  | Krefeld Pinguine       | DEL        | 44  | 8                | 18               | 26               | 40               | 7                | 1 | 6                    | 7                    | 2                    |                      |                      |
| 2009-2010  | Krefeld Pinguine       | DEL        | 34  | 0                | 8                | 8                | 20               | -                | - | -                    | -                    | -                    |                      |                      |
| 2010-2011  | Vålerenga ishockey     | GET ligaen | 14  | 2                | 6                | 8                | 10               | 5                | 1 | 1                    | 2                    | 18                   |                      |                      |
| Totaux LNH | Totaux LNH             | Totaux LNH | 124 | 7                | 6                | 13               | 49               | -                | - | -                    | -                    | -                    |                      |                      |

## Transactions en carrière
- 30 septembre 1997 : signe un contrat comme agent libre avec les Panthers de la Floride.
- 10 septembre 2003 : échangé aux Sénateurs d'Ottawa par les Panthers de la Floride en retour d'un choix de 9e round (Luke Beaverson) lors du repêchage de d'entrée dans la LNH en 2004.
- 23 juillet 2004 : signe un contrat comme agent libre avec les Panthers de la Floride.
- 2 août 2006 : signe un contrat comme agent libre avec les Sénateurs d'Ottawa.
- 20 août 2007 : signe un contrat comme agent libre avec le Wild du Minnesota.